# Рожок (Рязанская область)
Рожок — деревня в Екимовском сельском поселении Рязанского района Рязанской области России.

## Расположение
Расположен на реке Павловка, в 17,5 км на юго-запад от Рязани.

## История
Впервые деревня упоминается в писцовых книгах XVII века под именами Рошка и Хвостова (Хвастова). К началу XX века остается только одно название — Рожок.

## Население
| 1859 | 1897 | 1906 | 2010 |
| ---- | ---- | ---- | ---- |
| 437  | ↗513 | ↗650 | ↘459 |

## Транспорт
Деревня связана с областным центром регулярным автобусным сообщением по маршруту Рязань — Екимовка.

## Экономика
В 2013 году в селе Рожок открылось предприятие по производству нПВХ труб под клеевое и резьбовое соединение. Производство включало экструзионные линии, участок нарезки резьбы и собственный склад продукции. Предприятие работает на Российский, Казахстанский и Беларусские рынки. В 2024 году предприятие планировало расширяться на производство фитингов для нПВХ труб.